# Gyaradi, Sidlaghatta
Gyaradi là một làng thuộc tehsil Sidlaghatta, huyện Kolar, bang Karnataka, Ấn Độ.